# 1687

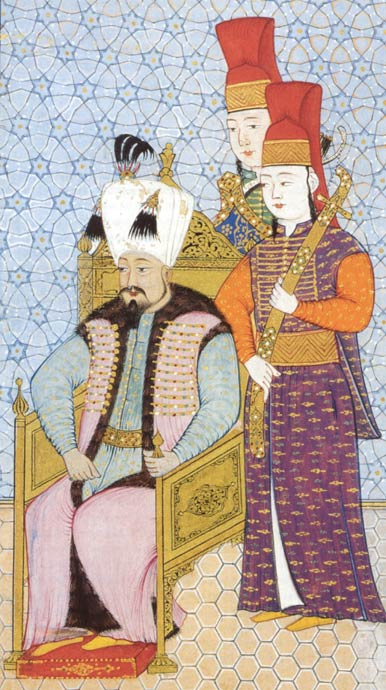
Mehmet IV van Turkije

Het jaar 1687 is het 87e jaar in de 17e eeuw volgens de christelijke jaartelling.

## Gebeurtenissen
januari
- 27 - De Franse schrijver Charles Perrault leest in de Académie française zijn gedicht "Poème sur le siècle de Louis Le Grand" voor, waarin hij de Franse dichters minstens even goed noemt als de klassieke voorgangers. Deze stelling leidt tot een jarenlange verhitte strijd die bekendstaat als de Querelle des anciens et des modernes.

mei
- 2 - De Japanse keizer Reigen treedt af ten gunste van zijn zoon Higashiyama.

juli
- 5 - Newton publiceert zijn Philosophiae Naturalis Principia Mathematica, met onder andere de Theorie van de Zwaartekracht.

augustus
- 12 - In de Slag bij Mohacs verslaat het keizerlijke leger de Ottomanen. De slag is een vernederende nederlaag voor de Ottomanen en betekent een praktisch einde aan hun ambities verder uit te breiden richting Europa.

september
- 13  - De 68 stellingen van de mysticus Miguel de Molinos worden veroordeeld door  Paus Innocentius XI. Het boek wordt verworpen en op de index van verboden boeken geplaatst.
- 26 - Het middenstuk van het Parthenon in Athene wordt verwoest tijdens een aanval van de Venetianen o.l.v. Francesco Morosini, met het doel de Turken uit de stad Athene te verjagen.

november
- november - Sultan Mehmet IV van het Osmaanse Rijk wordt afgezet en verbannen naar de streek rond Edirne waar hij naar hartenlust de jacht kan bedrijven.

## Muziek
- Heinrich Ignaz Franz Biber componeert de opera Chi la dura la vince
- Georg Muffat componeert de opera Le fatali felicità di Plutone die in december in Salzburg in première gaat

## Bouwkunst

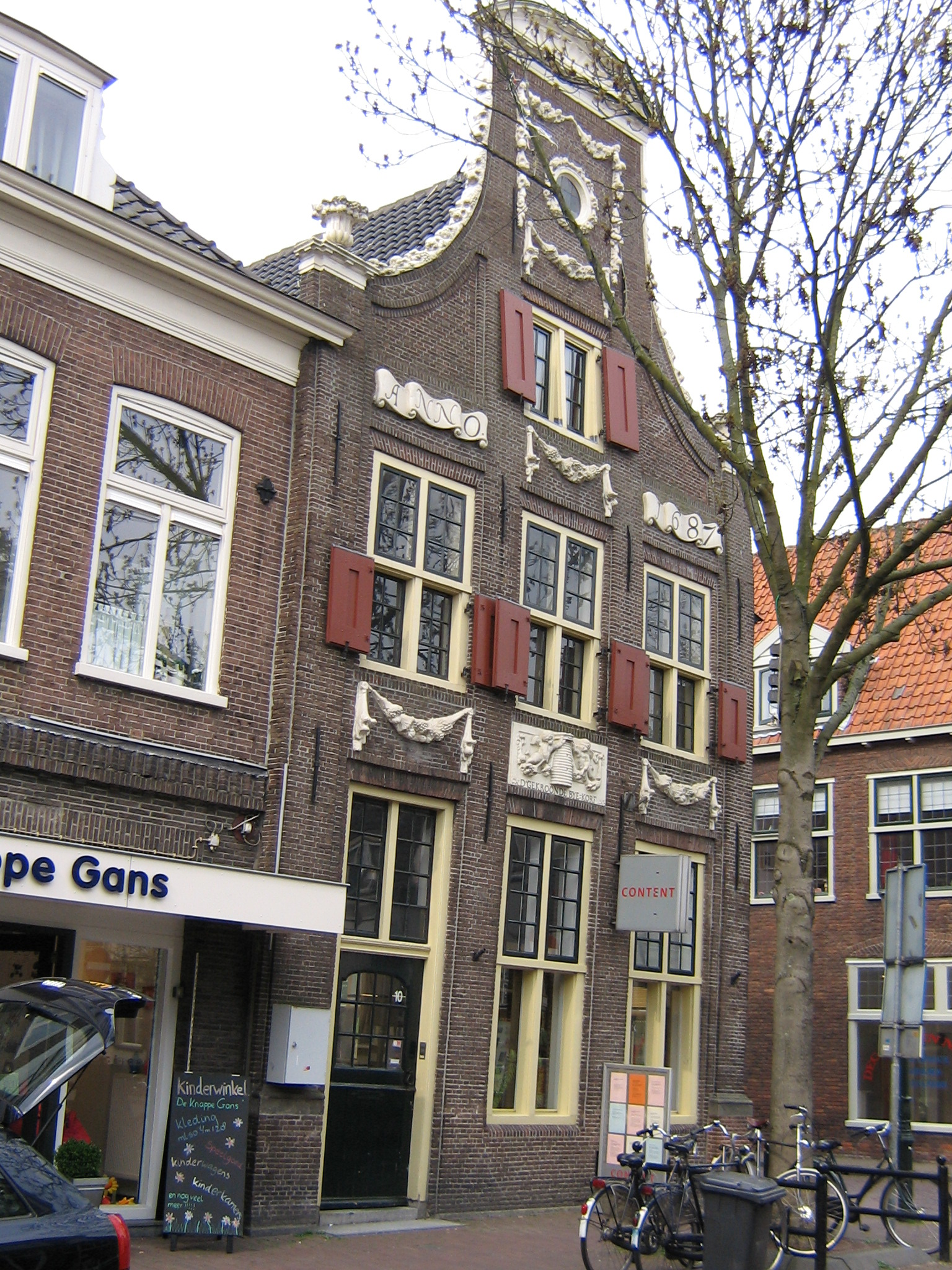
De gekroonde Bijenkorf, woonhuis Amersfoort (1687)
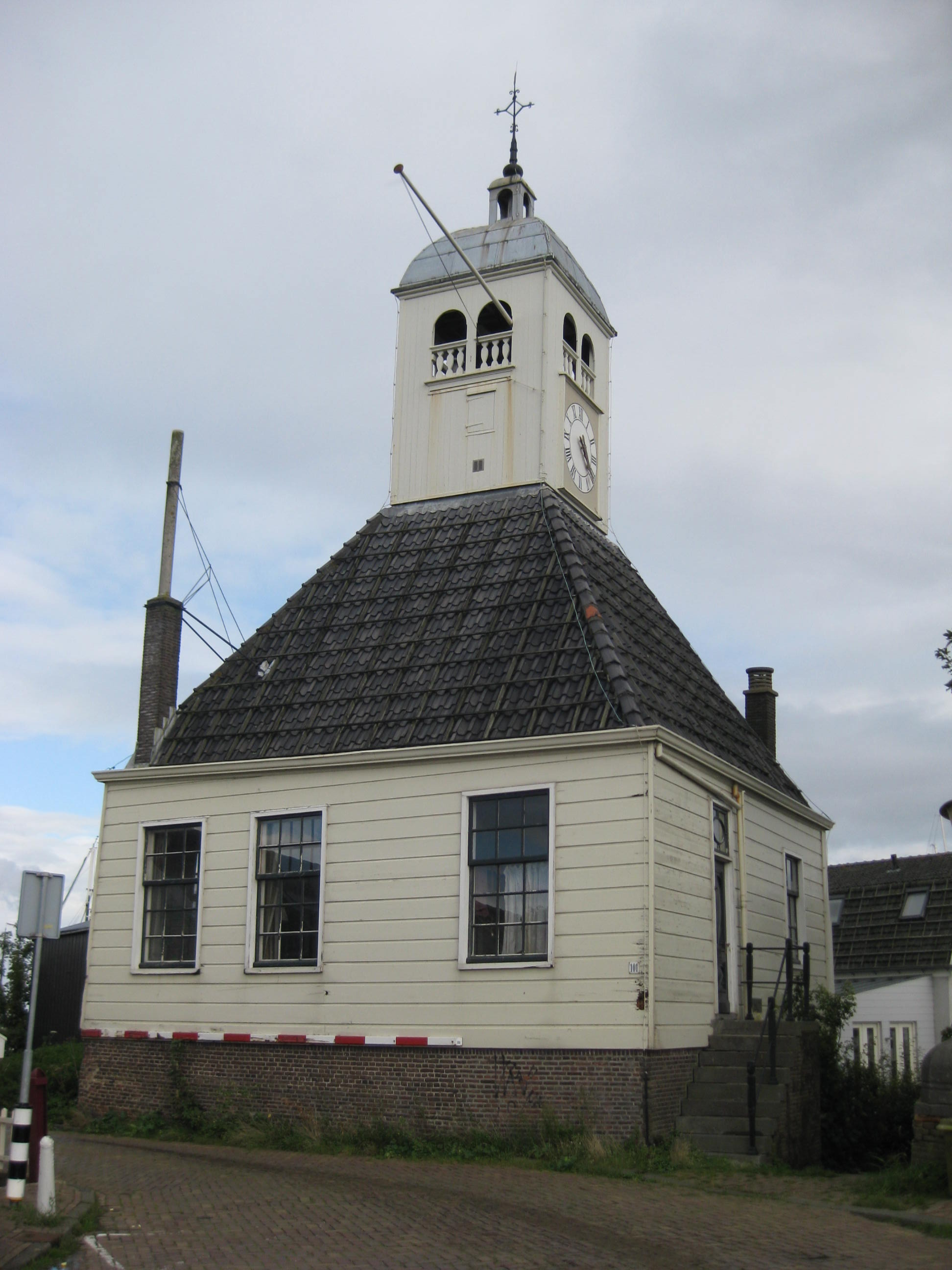
Vm. dorpshuis, Durgerdam (1687)

## Geboren
januari
- 30 - Johann Balthasar Neumann, Duits architect (overleden 1753)

juli
- 23 - Amalia Louise van Koerland, regentes van Nassau-Siegen (overleden 1750)

augustus
- 4 - Johan Willem Friso van Nassau-Dietz, prins van Oranje en stadhouder van Friesland en Groningen (overleden 1711)
- 26 - Willem de Fesch, Nederlands componist en violist (overleden 1757)

oktober
- 12 - Sylvius Leopold Weiss, Duits componist en luitspeler (overleden 1750)

december
- 5 - Francesco Geminiani, Italiaans vioolvirtuoos, muziekleraar en componist (overleden 1762)

## Overleden
januari
- 28 - Johannes Hevelius (76), Duits-Pools astronoom

maart
- 22 - Jean-Baptiste Lully (54), Italiaans componist
- 28 - Constantijn Huygens (90), Nederlands dichter, geleerde en componist

november
- 4 (begraven) – Johannes van Wijckersloot (ca. 60), Nederlands schilder